# ディバ空港
ディバ空港 (アラビア語: دبا, 英語: Dibba Airport) はオマーンの飛地ムサンダム特別行政区ディバー・アル＝バイアに位置する小規模な空港。

## 概要
ムサンダム半島に位置するオマーンの飛地ムサンダム特別行政区南部に位置する。航空写真からは滑走路が短距離かつ未舗装であること、周囲にターミナル等の施設が存在しないことが確認でき、英語版Wikipediaの記事では仮設滑走路を意味する"airstrip"と表記されている。

## 就航路線
2014年現在、定期便は就航していない。